# David II. (Äthiopien)

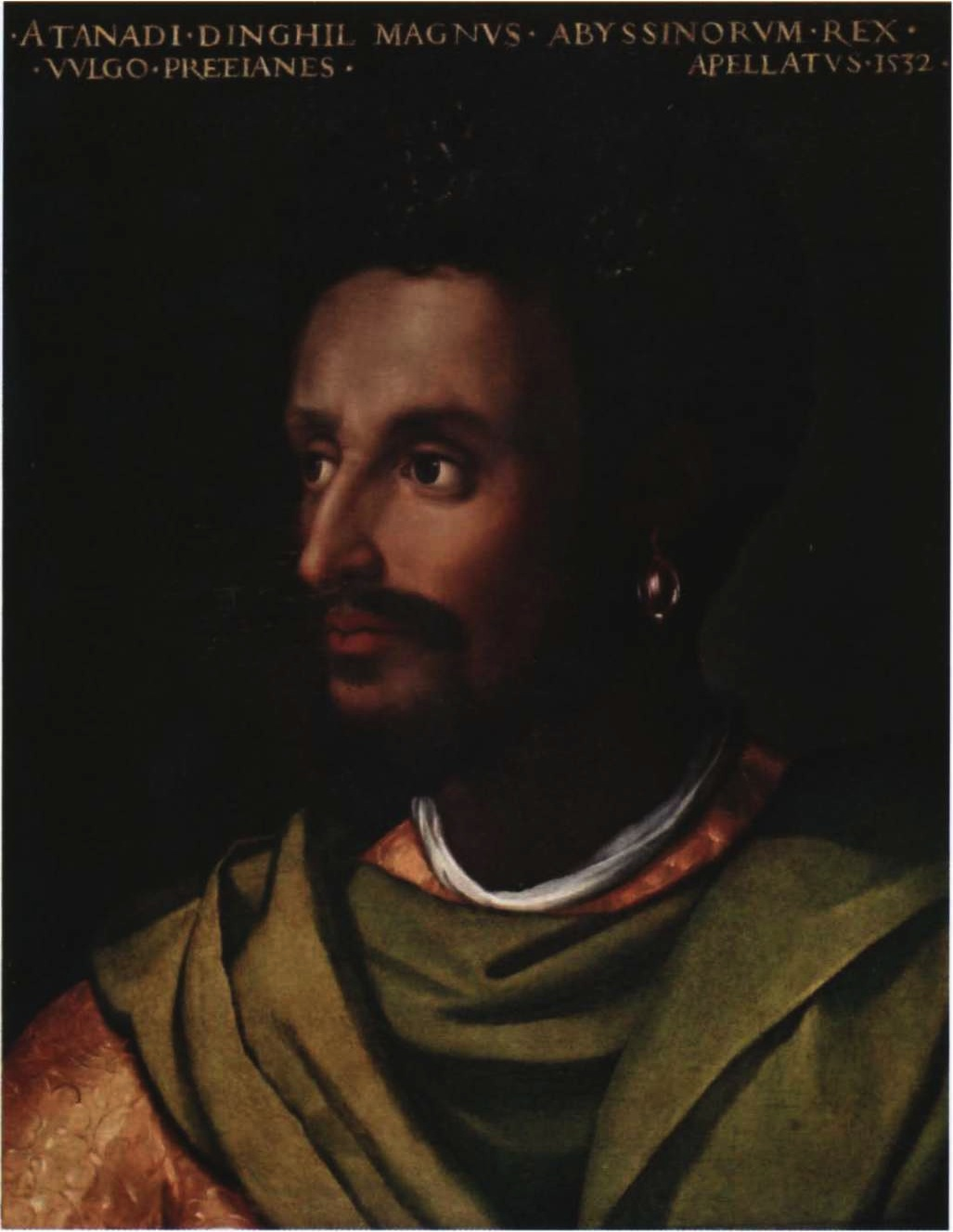
Lebna Dengel, Ölgemälde von Cristofano dell’Altissimo, um 1560

Lebna Dengel (amharisch ልብነ ድንግል ləbnä dəngəl [lɨbnə dɨnɡɨl], Thronname Anbesa Sagad አንበሳ ሰገድ, „vor dem der Löwe sich niederwirft“; * 1497; † 1540) wurde 1508 unter dem Namen David II. (ዳግማዊ ዳዊት) Negus Negest (Kaiser) von Äthiopien.

## Leben
Von Portugiesen ausgebildet, wollte er deren Einfluss im Land aber begrenzen und führte voreilig ohne ihre Hilfe Krieg gegen das Sultanat Adal. Auf Anfangserfolge 1516 folgten schwere Niederlagen gegen den weit energischeren Sultan Ahmad ibn Ibrahim al-Ghasi, der ihm 1529 den „Heiligen Krieg“ erklärt hatte („Dreißigjähriger Krieg“ bis 1559). 1540 verlor der glücklose und schwache Kaiser schließlich Leben und Reich in diesem sogenannten „Mohammedanersturm“. Sein Nachfolger konnte die Muslime erst mit portugiesischer Hilfe wieder zurückschlagen.